# 沸点升高
沸点升高（英語：Boiling-point elevation）指当一种组分加入时，某种液体（溶剂）的沸点升高的现象， 即一种溶液具有比纯溶剂更高的沸点。此现象发生于一种难挥发性的溶质（如盐）加入到一种纯溶剂（如水）时。溶液沸点升高的原因是溶液的蒸汽压低于纯溶剂的蒸气压。沸点可以用沸点测定器准确测量。